# Picones
Picones är en ort i Mexiko.   Den ligger i kommunen Zacatecas och delstaten Zacatecas, i den centrala delen av landet, 500 km nordväst om huvudstaden Mexico City. Picones ligger 2 313 meter över havet och antalet invånare är 638.
Terrängen runt Picones är platt västerut, men österut är den kuperad. Terrängen runt Picones sluttar brant västerut. Runt Picones är det tätbefolkat, med 286 invånare per kvadratkilometer. Närmaste större samhälle är Zacatecas, 5,6 km öster om Picones. Omgivningarna runt Picones är i huvudsak ett öppet busklandskap.